# Парк Горького (фильм)
«Парк Го́рького» (англ. Gorky Park) — американский детективный драматический художественный фильм 1983 года режиссёра Майкла Эптеда. Экранизация первой одноимённой книги 1981 года серии бестселлеров американского писателя Мартина Круза Смита о работе и жизни следователя московской милиции Аркадия Ренько.
В американский прокат кинофильм вышел 15 декабря 1983 года.

## Сюжет
СССР, Москва, 1981 год. Следователю городской милиции Аркадию Ренько поручается расследование жестокого убийства трёх человек — двух мужчин и одной женщины, тела которых с изуродованными лицами и кончиками пальцев найдены недалеко от ледового катка в столичном Парке Горького. Все жертвы убиты из стрелкового оружия.
Ренько просит профессора Андреева восстановить при помощи науки лица жертв, чтобы установить их личности. По результатам судебной экспертизы удаётся идентифицировать одного из убитых как иностранца, скорее всего, американца. Позже выясняется имя этого молодого человека — Джеймс Кирвилл. Затем профессор Андреев реконструирует головы двух других жертв. Ренько предъявляет их Ирине Асановой для опознания. Она узнаёт в них своих друзей.
В ходе следствия Аркадий Кириллович понимает, что никто из его вышестоящего руководства не заинтересован в том, чтобы он раскрыл это преступление, и что ситуация, с которой он столкнулся, является лишь верхушкой айсберга — запутанного международного политического заговора, в котором задействованы высшие эшелоны правительства Москвы.

## В ролях
| Актёр             | Роль                                                                 |
| ----------------- | -------------------------------------------------------------------- |
| Уильям Хёрт       | Аркадий Кириллович Ренько, следователь московской милиции            |
| Йоанна Пакула     | Ирина Асанова, возлюбленная Аркадия Ренько                           |
| Ли Марвин         | Джек Осборн, американский импортёр-контрабандист соболей             |
| Брайан Деннехи    | Уильям Кирвилл, нью-йоркский детектив, брат убитого Джеймса Кирвилла |
| Иан Макдермид     | Андреев, профессор                                                   |
| Ричард Гриффитс   | Антон                                                                |
| Ян Беннен         | Андрей Ямской, генеральный прокурор                                  |
| Рикки Фултон      | Приблуда, майор                                                      |
| Алексей Сейл      | Голодкин                                                             |
| Генри Вульф       | Левин, доктор                                                        |
| Мариэтта Ниссинен | Валерия Давидова                                                     |
| Хейкки Леппанен   | Костя Бородин                                                        |
| Майкл Элфик       | Паша Павлович                                                        |
| Найл О'Брайен     | Рюрик, агент КГБ СССР                                                |
| Анатолий Давыдов  | Ники, агент КГБ СССР                                                 |
| Туссе Сильберг    | Наташа                                                               |

## Производство
Фильм снимался в Хельсинки и Стокгольме, поскольку съёмочной группе было отказано во въезде в СССР. 

## Награды и номинации
- 1984 — номинация на премию «Золотой глобус» за лучшую женскую роль второго плана — Йоанна Пакула[2]
- 1984 — премия Эдгара Аллана По за лучший кинофильм — Деннис Поттер[3]
- 1985 — номинация на премию «BAFTA» за лучшую мужскую роль второго плана — Майкл Элфик[4]